# 7143 Haramura
7143 Haramura este un asteroid din centura principală de asteroizi.

## Descriere
7143 Haramura este un asteroid din centura principală de asteroizi. A fost descoperit pe 17 noiembrie 1995 la Kiyosato de Satoru Ōtomo. Asteroidul prezintă o orbită caracterizată de o semiaxă mare de 3,09 ua, o excentricitate de 0,16 și o înclinație de 14,8° în raport cu ecliptica.